# 小行星5667
小行星5667（英語：5667 Nakhimovskaya）是一颗围绕太阳公转的小行星。1983年8月16日，塔瑪拉·米哈伊洛夫那·斯米爾諾娃在克里米亚发现了此天体。
这颗小行星的绝对星等为174.4395205285105等。